# Scinax sugillatus
A Scinax sugillatus a kétéltűek (Amphibia) osztályának békák (Anura) rendjébe és a levelibéka-félék (Hylidae) családjába tartozó faj.

## Előfordulása
A faj Ecuadorban és Kolumbiában él. Természetes élőhelye a szubtrópusi vagy trópusi nedves síkvidéki erdők, édesvizű mocsarak, időszakos édesvizű mocsarak, ültetvények, kertek, lepusztult erdők, pocsolyák.